# Conqueror
FV214 Conqueror – brytyjski czołg podstawowy z okresu zimnej wojny, czasami kwalifikowany jako czołg ciężki. Conqueror został zaprojektowany jako przeciwwaga dla sowieckich czołgów ciężkich z rodziny IS (IS-3, IS-4, IS-8/T-10) w tym celu został wyposażony w armatę o kalibrze 120 mm znacznie skuteczniejszą niż stosowana wówczas w czołgach Centurion Mark III 20 funtowa armata Ordnance QF.
Armata czołgowa zastosowana w FV214 była amerykańskiej produkcji z pociskami rozdzielnego ładowania, to samo rozwiązanie zastosowano u następcy Conquerora, czołgu Chieftain.
Ładunki miotające były przechowywane nie w workach, lecz w miedzianych łuskach. Rozwiązanie to poważnie ograniczało ilość zabieranych ładunków, a tym samym także zapas amunicji do armaty.

## Historia produkcji
Kadłub pochodził z projektu czołgu uniwersalnego (ang. universal tank) serii FV201, który został rozpoczęty zaraz po zakończeniu prac nad czołgiem A41 Centurion.
Pojazdy z serii 201 miały wykorzystywać wspólny kadłub jako nośnik różnego rodzaju uzbrojenia (artyleria samobieżna, transporter opancerzony, 3 rodzaje czołgów itd.).
Na etapie projektowania, kadłub FV201 był wykorzystywany z wieżą czołgu Centurion, w ten sposób powstał czołg FV 221 Caernarvon.
W latach 1956–1959 wyprodukowano 185 czołgów Conqueror, 20 w wersji Mark I i 165 w wersji Mark II.
Pojazdy nigdy nie brały udziału w działaniach wojennych.

## Wersje

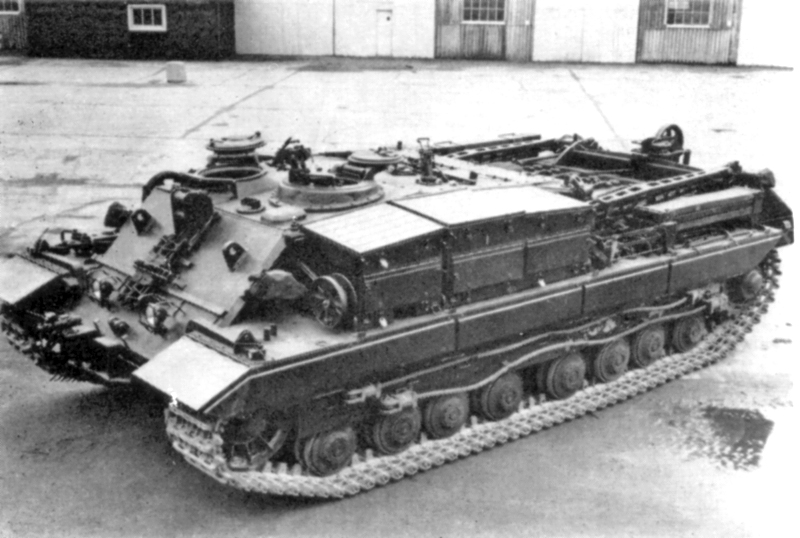
FV222 Conqueror ARV Mk II

- FV222 Conqueror ARV Mk I, wóz zabezpieczenia technicznego (ARV, Armoured Recovery Vehicle)
  - Produkcja 8 sztuk
- FV222 Conqueror ARV Mk II
  - Produkcja 20 sztuk
  - Waga: 57 ton
  - Udźwig wyciągarki: 45 ton

## Użytkownicy
- Wielka Brytania 1955-1966. Tylko oddziały stacjonujące w Niemczech Zachodnich. Pułki pancerne Brytyjskiej Armii Renu (BAOR).